# Пограничный городок
«Пограничный городок» (англ. Bordertown) — американско-британская драма 2007 года режиссёра Грегори Навы. В главных ролях снялись Дженнифер Лопес, Антонио Бандерас, Мартин Шин.

## Сюжет
Сюжет основан на массовых убийствах женщин в мексиканском городе Сьюдад-Хуарес, пик которых пришёлся на 1993—2001 года.
Лорен Адриан (Дженнифер Лопес), страстный американский репортёр канала «Чикаго Сентинел», хочет отправиться в Ирак для освещения войны. Вместо этого её редактор Джордж Морган (Мартин Шин) поручает Лорен расследование серии нераскрытых убийств женщин в мексиканском городке.
В Сьюдад-Хуаресе она встречает Альфонсо Диаса (Антонио Бандерас), с которым работала шесть лет назад. Там же Адриан знакомится с Евой (Майя Сапата). Трое пробуют найти убийц и предать их правосудию. Тем временем в ситуацию вмешивается большой бизнес и политика. Власти США и Мексики, опасаясь, что это все бросит тень на грядущий договор о торговле, всячески пытаются замалчивать убийства и активно противодействуют расследованию.

## В ролях
| Актёр                   | Роль                    |
| ----------------------- | ----------------------- |
| Дженнифер Лопес         | Лоурен Адриан           |
| Антонио Бандерас        | Альфонсо Диас           |
| Майя Сапата             | Ева Хименес             |
| Сония Брага             | Тереса Касильяс         |
| Тереза Руис             | Сесилия Рохас           |
| Хуан Диего Ботто        | Марко Антонио Саламанка |
| Сайде Сильвия Гутьеррес | Лурдес Хименес          |
| Мартин Шин              | Джордж Морган           |
| Рэндалл Бэтинкофф       | Фрэнк Козерски          |
| Кейт дель Кастильо      | Елена Диас              |
| Хуанес                  | в роли самого себя      |

## Выпуск
Фильм впервые был показан 18 мая 2006 года на Каннском кинофестивале и 15 февраля 2007 года на Берлинском кинофестивале. Картина была номинирована на Золотого медведя. Показ в кинотеатрах состоялся 22 февраля 2007 года. Фильм не окупил бюджет, собрав в мире всего $ 8 327 171. 29 января 2008 года фильм был выпущен на DVD.

## Критика
Кирку Ханикатту, обозревателю The Hollywood Reporter, фильм не понравился: «Он хочет быть триллером, часть журналистского расследования, политической трибуной и средством для Дженнифер Лопес. Но ни одному направлению он не служит». По сообщениям СМИ, публика реагировала на фильм «шиканьем и приглушёнными аплодисментами».

## Награды и номинации
- На Берлинском кинофестивале Дженнифер Лопес получила награду Международная амнистия[8].
- На Берлинском кинофестивале фильм был номинирован на премию «Золотой медведь».